# М1926 (каска)

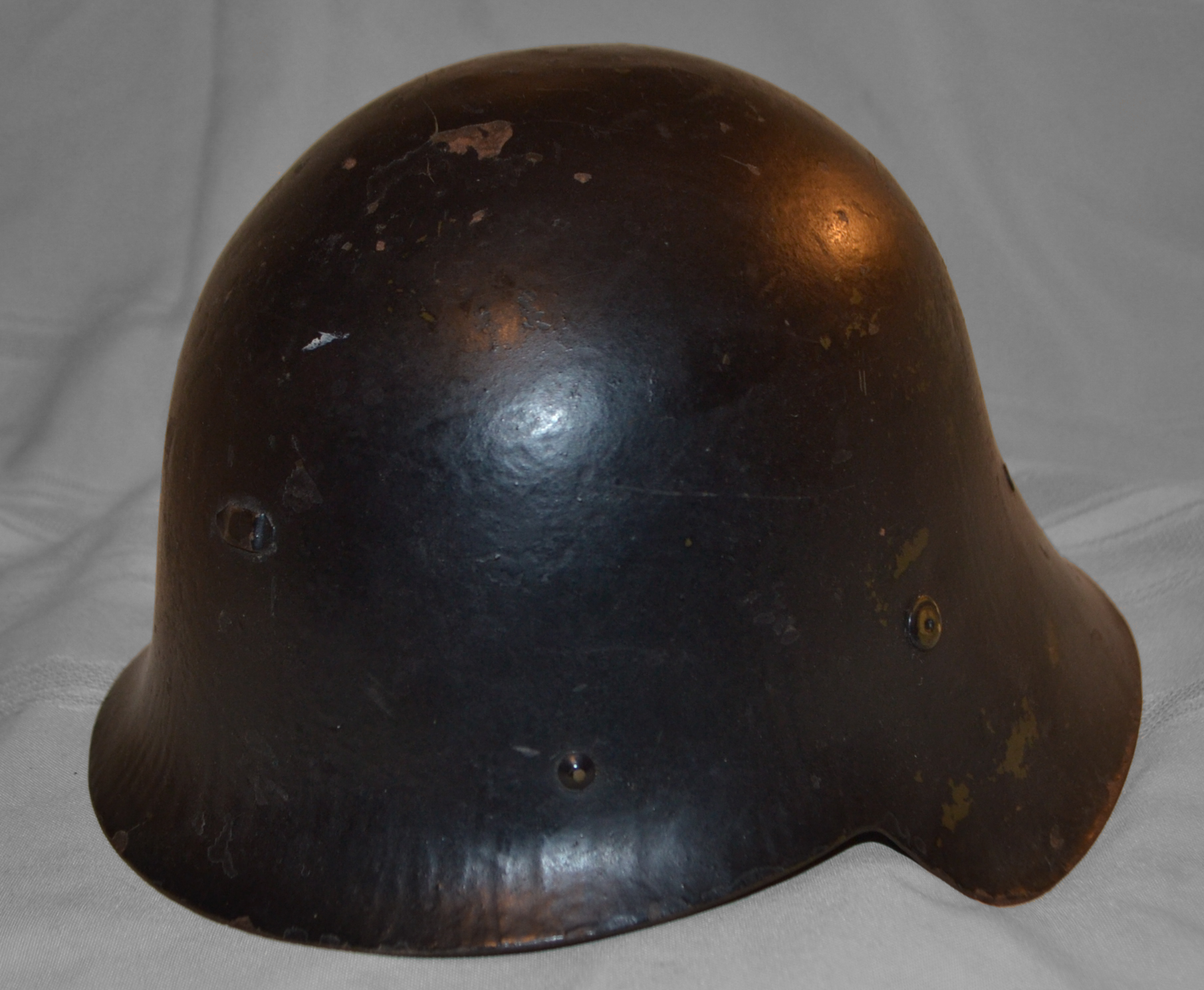
Испанский Шлем M26 в чёрной окраске

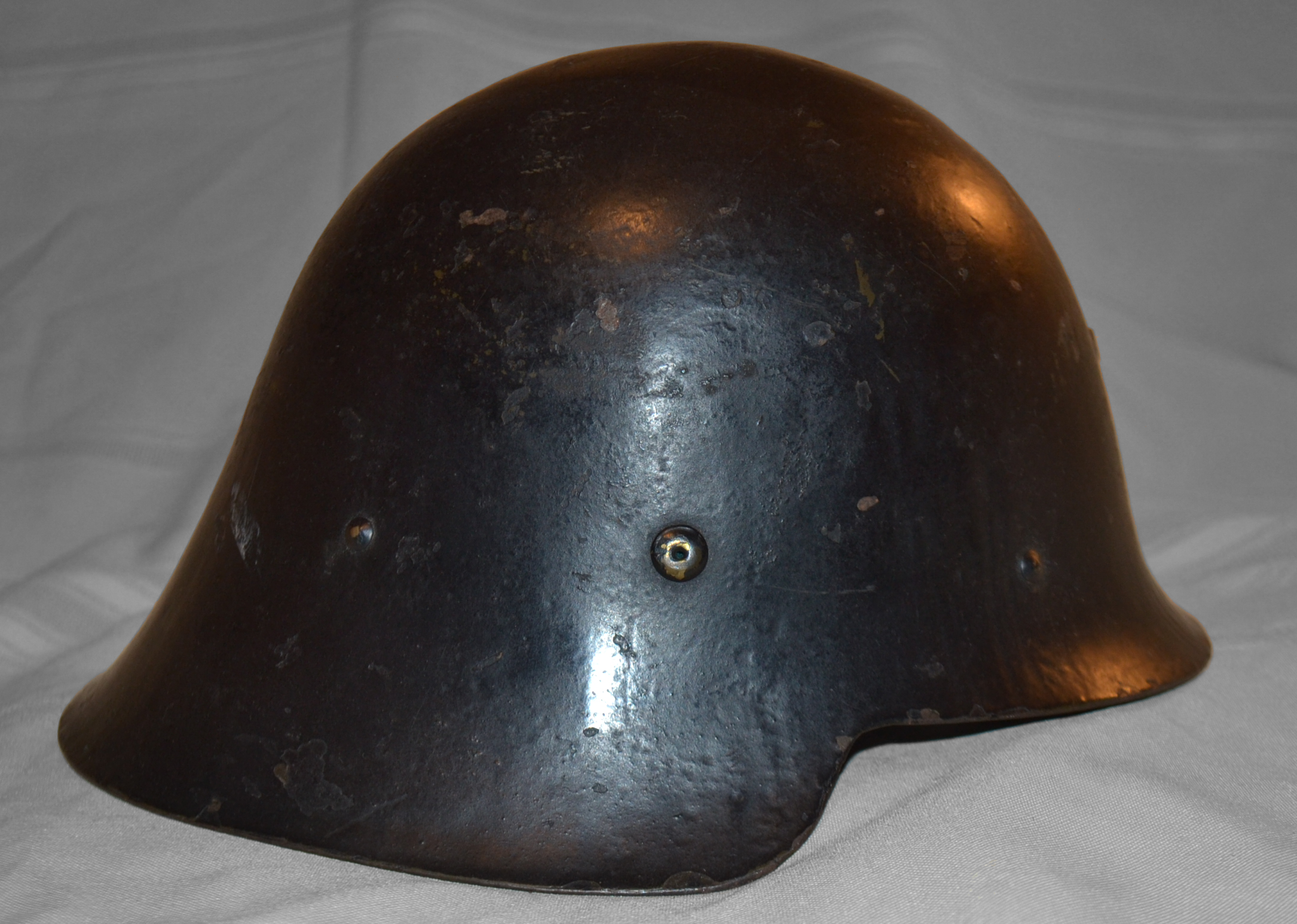
Вид сбоку, обратите внимание на полые заклёпки до 1943

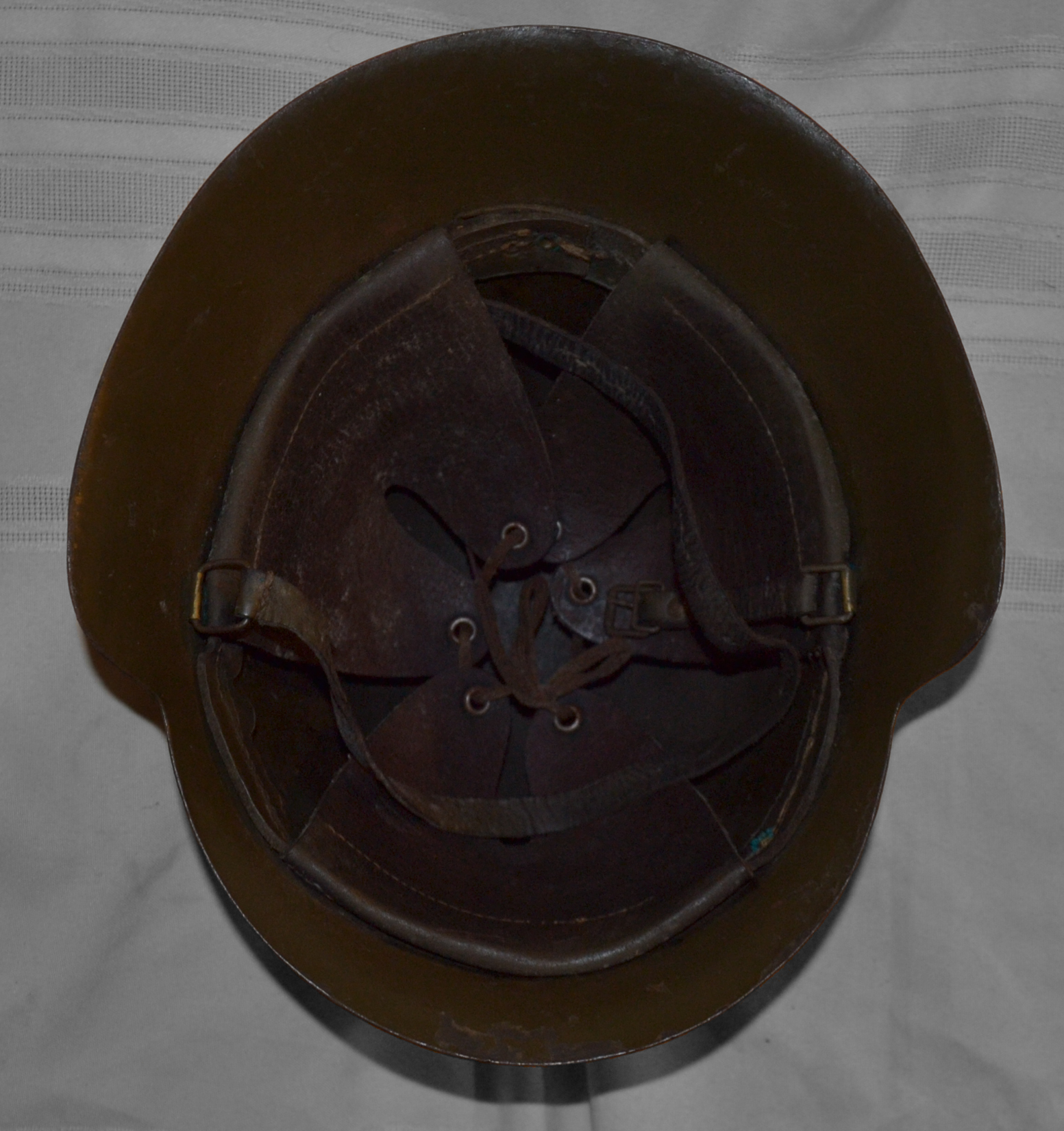
Подшлемник и остатки оригинальной зелёной окраски

M1926 — также известный как M26 и «Con Ala» («с крыльями») из-за его расклешенных боковых сторон по сравнению с более ранней моделью шлема M1921, представлял собой стальной боевой шлем, использовавшийся Испанией с момента его принятия на вооружение в 1930 году до его замены шлемом М42 в 1942 году. Шлем активно применялся наряду со многими другими касками обеими сторонами во время гражданской войны в Испании.

## История
В 1921 году, для нужды испанской армии была заказана первая партия стальных шлемов, получивших обозначение М1921. Вместо с этими шлемами, была изготовлена пробная партия в 1500 экземпляров в целом сходных касок, имевших ключевое отличие в наличии «крыльев» по бокам, обеспечивавших несколько большее прикрытие соответствующих частей головы. При формировании заказа на «окончательную» модель, тип шлема указан не был. Окончательно «крылатый» вариант каски был утверждён приказом от 30 ноября 1930 года. В 1931 году, с установлением республики, для вооружённых сил была заказана партия в 20 000 шлемов М1926. Впервые, первый официально утверждённый шлем испанской армии был продемонстрирован публике на параде, посвящённому первой годовщине республики. Шлем спорадически использовался в испанской армии до 1950-х годов, когда он был полностью заменён каской M42.

## Описание
М1926 представляет собой дальнейшую эволюция шлема образца 1921 «Sin Ala» (исп. «Без крыльев»). Оболочка имела более выраженный расклешенный обод по бокам (отсюда и прозвище), но при этом сохранила подкладку и подбородочный ремешок от предыдущей модели. Это второй шлем, созданный Национальным артиллерийским арсеналом в Трубии для испанской армии. Модели выпускавшиеся до Гражданской войны были окрашены в серый цвет и имели полые заклепки на подбородочном ремне, тогда как в 1943 году все испанские каски подверглись модернизации в виде замены подшлемников и окраски в зеленый цвет. После замены подшлемников, полые заклепки подбородочного ремня были заменены обычными куполообразными заклепками и кронштейном для специальных знаков различия, которые следовало размещать спереди.